# Нарын-Гол
Нарын-Гол — река в России, протекает по Кош-Агачскому району Республики Алтай.

## Этимология
Нарын-Коол, Нарым-кол, Норонгол от монг. нарийн — тонкий, узкий. Старомонгольская форма — нарын; второй корень от алт. коол — река, речное русло, долина реки. В итоге — тонкая река, протока, сухое речное русло. Топоним в форме Нарынкол широко употребим в центральноазиатском регионе.

## Описание
Истоки реки находятся на восточных склонах хребта Чихачева, вблизи горы Кара-Оюк. Река в своем течении протекает через несколько озёр, самое крупное из которых Киндыктыкуль. Сливаясь с рекой Богуты, образует реку Юстыт.